# E512
La ruta europea E512 és una carretera que forma part de la Xarxa de carreteres europees. Comença a Remiremont (França) i finalitza a Mülhausen (França). Té una longitud de 77 km. Té una orientació d'est a oest.